# Họ Nhím nam mỹ
 Họ Nhím nam mỹ (danh pháp khoa học: Erethizontidae) là một họ động vật có vú trong bộ Gặm nhấm. Họ này được Bonaparte miêu tả năm 1845.

## Hình ảnh

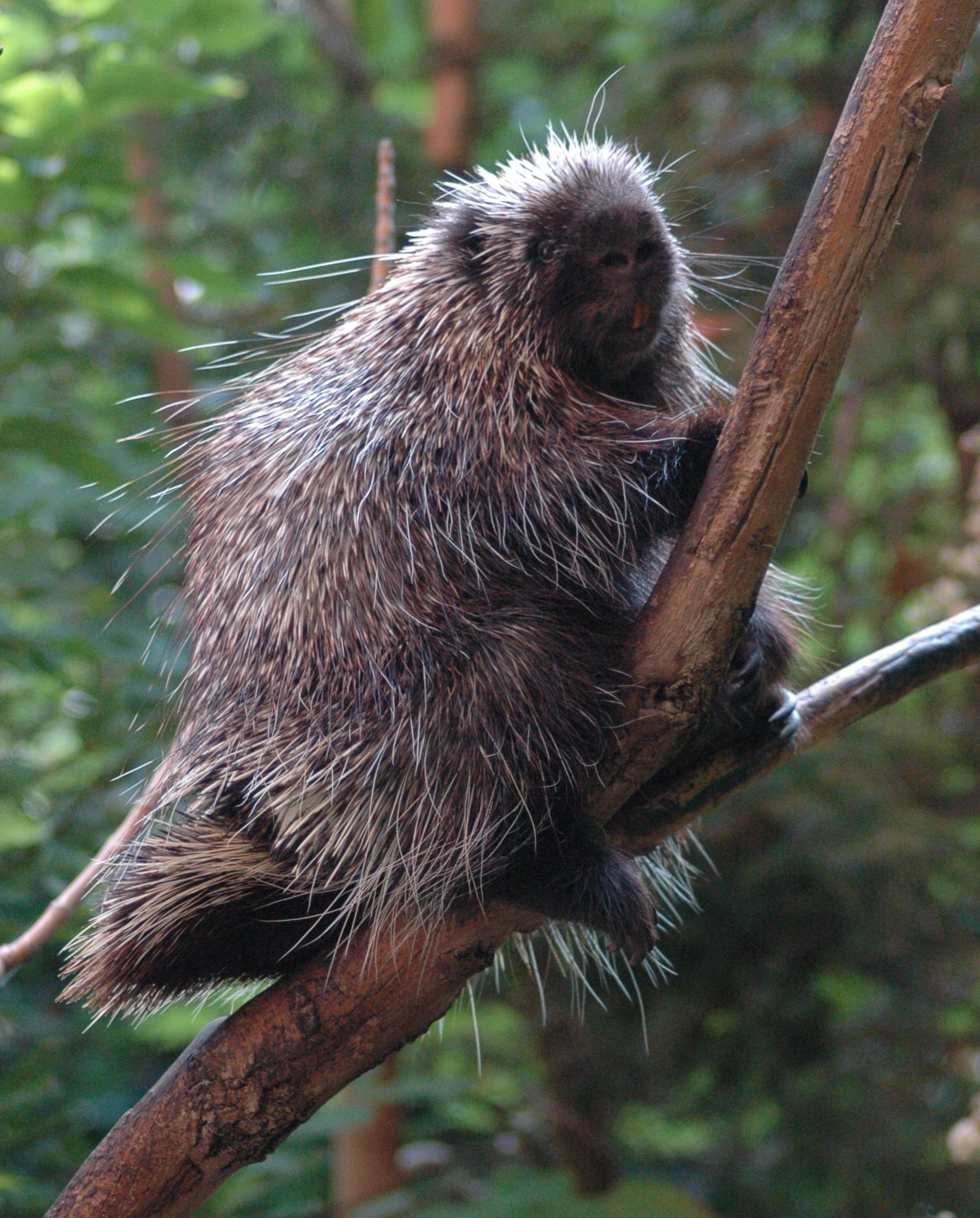
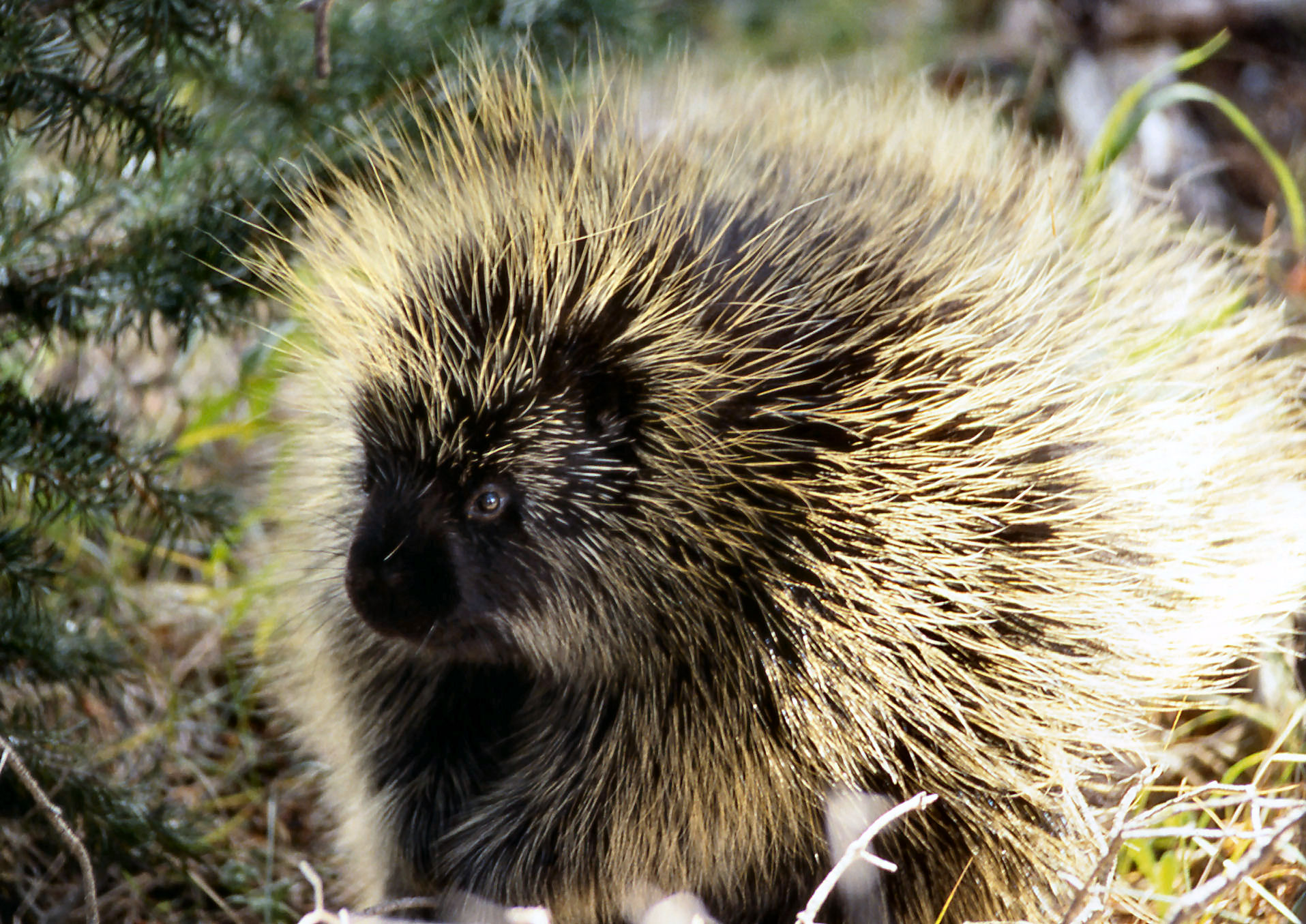
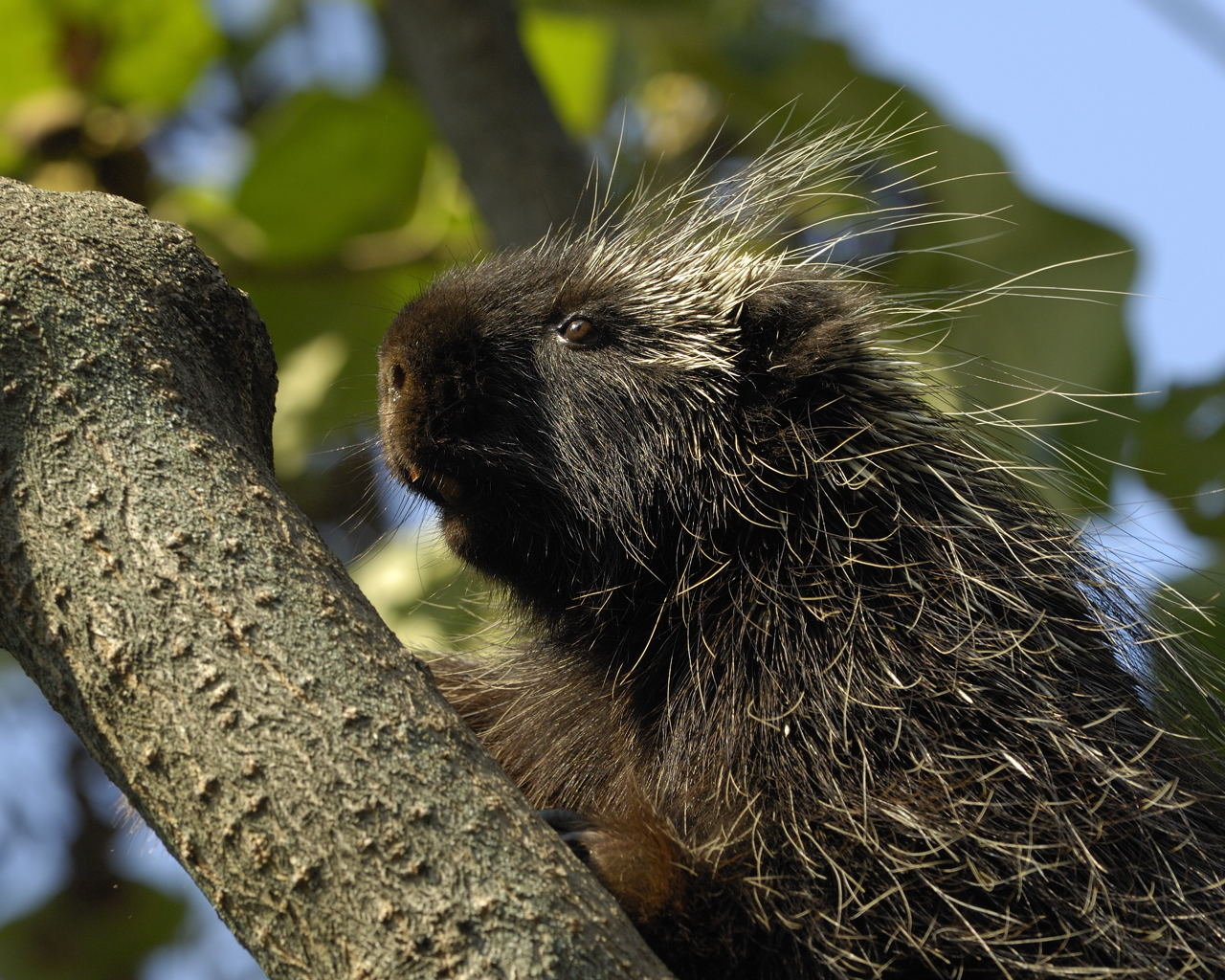
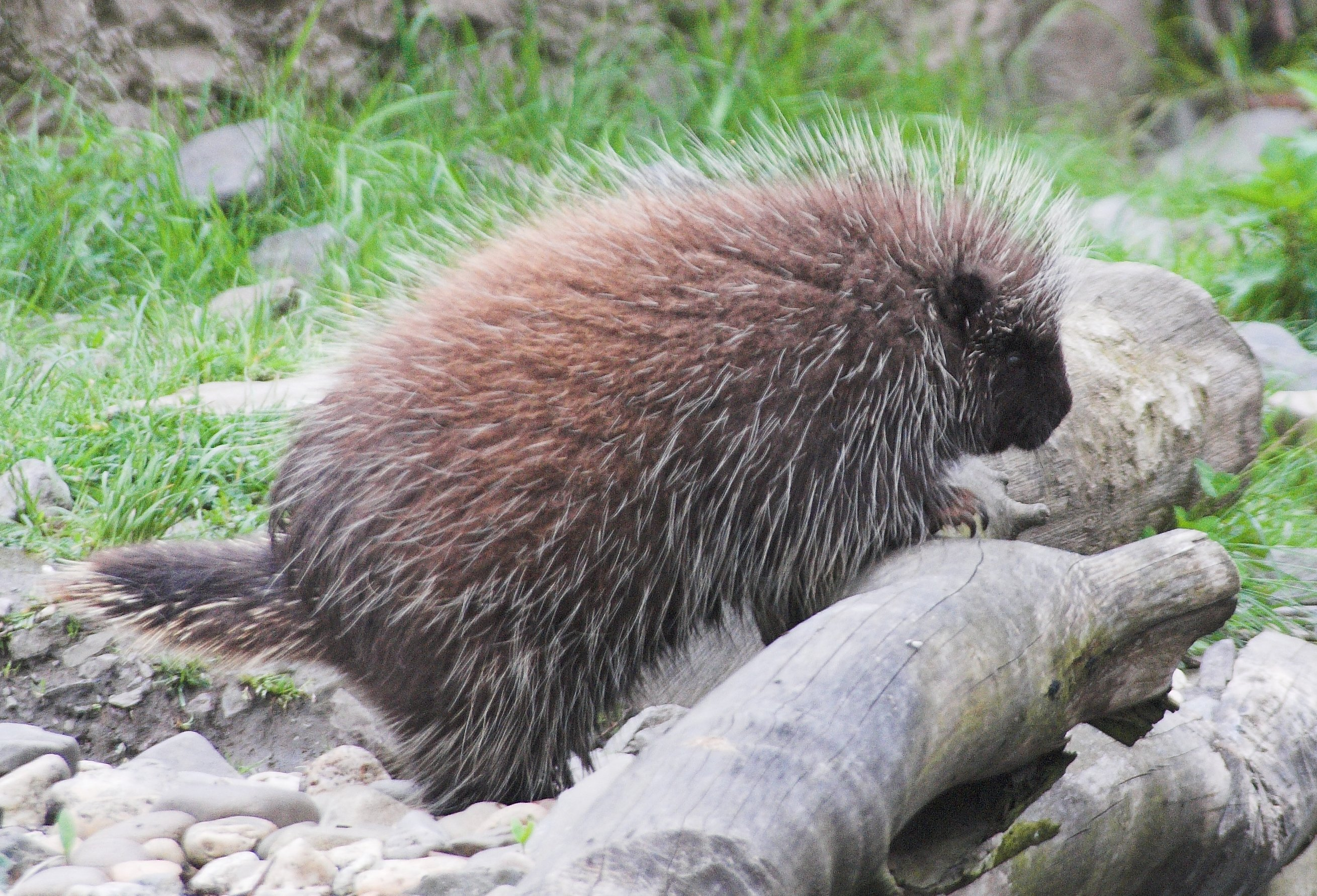

## Phân loại
- Họ Erethizontidae
  - Phân họ Erethizontinae
    - Erethizon dorsatum
    - Coendou
      - Coendou bicolor
      - Coendou nycthemera
      - Coendou prehensilis
      - Coendou rothschildi

    - Echinoprocta rufescens
    - Sphiggurus
      - Sphiggurus ichillus
      - Sphiggurus insidiosus
      - Sphiggurus melanurus
      - Sphiggurus mexicanus
      - Sphiggurus paragayensis
      - Sphiggurus pruinosus
      - Sphiggurus quichua
      - Sphiggurus roosmalenorum
      - Sphiggurus spinosus
      - Sphiggurus vestitus

  - Phân họ Chaetomyinae
    - Chaetomys subspinosus